# Ursus maritimus tyrannus
Ursus maritimus tyrannus es una subespecie extinta  del oso polar (Ursus maritimus). Su nombre en latín significa “oso marino tirano". Sus restos fueron encontrados en Reino Unido, conocidos a partir de una sola ulna fragmentaria hallada en la grava del río Támesis en el puente de Kew, Londres. Fue nombrado por el paleontólogo finlandés Björn Kurtén en 1964, quien interpretó que se trataba de un  individuo subadulto relativamente grande: se estima que la ulna mediría 48.5 centímetros de estar completa; en comparación, las ulnas de los osos polares modernos miden 36 - 43 centímetros de longitud.
Una investigación posterior, aún sin publicar oficialmente sugiere que en cambio, este fósil es de un oso pardo. Harrington en 2008 estableció que la identificación como un oso polar es plausible con base en los cambios del nivel del mar y las condiciones glaciales en el mar del Norte en ese periodo, pero también estableció que «Andy Currant del Museo Británico de Historia Natural (en una comunicación personal) considera que esta ulna de oso del Puente Kew representa un oso pardo de gran tamaño más que un oso polar, con base en faunas similares a las del Puente Kew en varios yacimientos británicos que son dominados por la presencia de bisontes de estepa (Bison priscus) y renos (Rangifer tarandus) además de la moderada representación de lobos (Canis lupus) y grandes osos pardos.» Un estudio de 2022 considera que la publicación de 2009 espera por la verificación oficial de una nota publicada por Currant que corrija ese registro.